# غودمانشستر (كيبك)
غودمانشستر (بالإنجليزية: Godmanchester, Quebec)‏ هي معلم جغرافي و بلدية محلية في كيبيك تقع في كندا في Le Haut-Saint-Laurent Regional County Municipality.  يقدر عدد سكانها بـ 1,417 نسمة ومساحتها 139.20 كم2 .

## أعلام
- دنيس جيمس أوكونور